# Sibogagorgia weberi
Sibogagorgia weberi är en korallart som beskrevs av Stiasny 1937. Sibogagorgia weberi ingår i släktet Sibogagorgia och familjen Paragorgiidae. Inga underarter finns listade i Catalogue of Life.